# Flora Mure-Campbell, marchesa di Hastings
Flora Mure-Campbell, marchesa di Hastings e VI contessa di Loudoun (1780 – 8 gennaio 1840), è stata una nobildonna scozzese.

## Biografia
Era la figlia di James Mure-Campbell, V conte di Loudoun, e di sua moglie, Lady Flora Macleod.

## Matrimonio
Sposò, il 12 luglio 1804, Francis Rawdon-Hastings, II conte di Moira (9 dicembre 1754-28 novembre 1826), figlio di John Rawdon, I conte di Moira. Ebbero sei figli:
- Lady Flora Elizabeth Rawdon-Hastings (11 febbraio 1806-5 luglio 1839);
- Francis George Augustus (1807-1807);
- George Rawdon-Hastings, II marchese di Hastings (4 febbraio 1808-13 gennaio 1844);
- Lady Sophia Frederica Christina Rawdon-Hastings (1 febbraio 1809-28 dicembre 1859), sposò John Crichton-Stuart, II marchese di Bute, ebbero un figlio;
- Lady Selina Constance Rawdon-Hastings (1810-8 novembre 1867), sposò Charles Henry, non ebbero figli;
- Lady Adelaide Augusta Lavinia Rawdon-Hastings (1812-6 dicembre 1860), sposò William Keith-Murray[1], non ebbero figli.

## Morte
Intorno al 1807 commissionò la costruzione del Loudoun Castle, nel Ayrshire, su progetto di Archibald Elliot.
Suo marito morì a bordo della HMS Revenge fuori Napoli e, seguendo le sue indicazioni, la sua mano destra è stata tagliata per essere sepolta con la moglie quando morì, l'8 gennaio 1840. Fu sepolta nella tomba di famiglia a Loudoun Kirk.